# Oligophyton drummondii
Oligophyton là một chi thực vật có hoa trong họ Orchidaceae. Đây là chi đơn loài Oligophyton drummondii